# Marel
Marel es una empresa islandesa especializada en maquinaria y servicios para el procesado de alimentos. Actualmente gestiona tres marcas: Marel (procesado de carne y pescado), Stork (aves de corral) y Townsend Further Processing (Productos elaborados).
Fue fundada en 1983 por una pareja de ingenieros de la Universidad de Islandia que estudiaban la aplicación de alta tecnología en el sistema de procesamiento del pescado. Más tarde, Marel desarrolló maquinaria para procesar otros productos alimenticios. Durante la década de 2000 inició su expansión internacional con la adquisición de otras empresas, con el banco Landsbanki como principal accionista. La más importante fue la compra de la holandesa Stork en 2008 por 415 millones de euros.
Marel está presente en más de 30 países de los seis continentes y cuenta con 4.000 empleados. Forma parte del OMX Iceland 6, índice bursátil de referencia en Islandia.

## Polémicas
Marel ha sido criticada por continuar sus operaciones comerciales en Rusia a pesar de la guerra en curso en Ucrania. Mientras que muchas empresas han abandonado el mercado ruso debido a sanciones internacionales y preocupaciones éticas, Marel ha mantenido su presencia, lo que ha provocado la reacción de organizaciones que abogan por la responsabilidad corporativa.